# Подорожник (транспортная карта)
«Подоро́жник» — пополняемая транспортная карта, используемая для оплаты проезда в общественном транспорте Санкт-Петербурга. Введена 1 января 2011 года. Является аналогом лондонской «Oyster Card», система которой, в свою очередь, основана на голландской технологии «Mifare». Система также позаимствована Департаментом транспорта Москвы, где в апреле 2013 года была введена «Тройка».
На карту «Подорожник» можно оформить любой действующий нельготный проездной билет длительного пользования и/или использовать карту в режиме «электронного кошелька».

## Общие характеристики
«Подорожник» представляет собой бесконтактную пластиковую карту Mifare Plus X 4k, предназначенную для хранения денежных средств или информации о виде проездного билета в целях оплаты проезда в общественном транспорте. Помимо форм-фактора пластиковой карты «Подорожник» с различным дизайном предлагается также в виде брелоков.
Доступна виртуальная версия карты «Подорожник». После установки и создания личного кабинета пассажир может оплачивать проезд посредством использования смартфона (NFC для устройств на базе Android; разовый QR-код для iPhone).

### Функциональность карты
Карту можно приобрести в кассах и автоматах на станциях Петербургского метрополитена при уплате стоимости электронного носителя в 90 рублей и типа билета. Для функционала в качестве электронного кошелька требуется пополнить карту минимум на стоимость одной поездки в метро (56 рублей) или в наземном транспорте (51 рубль). В дальнейшем владелец карты через кассы и автоматы метрополитена; в точках продаж ГКУ «Организатор перевозок» может пополнить её счёт на сумму, не превышающую 15000 рублей. Карта действительна в течение 3 лет с момента приобретения билета, либо с момента последнего пополнения ресурса.
При оплате проезда электронным кошельком в наземном транспорте действует пересадочный тариф, позволяющий выгодно строить маршруты с учётом пересадок. Стоимость первой поездки базовая (51 рубль), стоимость второй поездки — 12 рублей, третья и последующие поездки в течение часа бесплатны. На метрополитен этот тариф не распространяется, при проходе в метрополитен действие активного пересадочного тарифа обнуляется.
Возможна запись билетов с определённым сроком действия: «90 минут» и «Суточный» (1, 3, 5 суток). На одну карту допускается запись нескольких билетов одного типа/длительности, запись разных билетов невозможна.

### Виды транспорта
Картой «Подорожник» возможна оплата проезда на метрополитене, трамвае, троллейбусе и автобусах, возможно использование ресурса электронного кошелька карты для приобретения билетов в кассах и терминалах Северо-Западной пригородной пассажирской компании (СЗППК).
| Название билета    | Где действует                       | Начало действия      | Срок действия       | Поездок на метро | Поездок на транспорте | Срок годности | Примечания                                                                 |
| ------------------ | ----------------------------------- | -------------------- | ------------------- | ---------------- | --------------------- | ------------- | -------------------------------------------------------------------------- |
| 90 минут           | Метро, автобус, трамвай, троллейбус | с момента активации  | 90 минут            | 1                | не ограничено         | 180 дней      | Билет записывается на отдельный носитель, максимум 30 билетов одновременно |
| Суточный 1 сутки   | Метро, автобус, трамвай, троллейбус | с момента активации  | 24 часа             | не ограничено    | не ограничено         | 180 дней      | Билет записывается на отдельный носитель                                   |
| Суточный 3 суток   | Метро, автобус, трамвай, троллейбус | с момента активации  | 72 часа             | не ограничено    | не ограничено         | 180 дней      | Билет записывается на отдельный носитель                                   |
| Суточный 5 суток   | Метро, автобус, трамвай, троллейбус | с момента активации  | 120 часов           | не ограничено    | не ограничено         | 180 дней      | Билет записывается на отдельный носитель                                   |
| Месячный единый    | Метро, автобус, трамвай, троллейбус | задаётся при покупке | 1 месяц             | 70               | не ограничено         | —             |                                                                            |
| Месячный наземный  | Автобус, трамвай, троллейбус        | задаётся при покупке | 1 месяц             | —                | не ограничено         | —             |                                                                            |
| Месячный наземный  | Автобус                             | задаётся при покупке | 1 месяц             | —                | не ограничено         | —             |                                                                            |
| Единый электронный | Метро, автобус, трамвай, троллейбус | с момента активации  | при наличии ресурса | не ограничено    | не ограничено         | 3 года        | На наземном транспорте действует тариф «60 минут»                          |

1. 1 2 3 4  С момента записи билета
2. ↑  С момента последнего пополнения

## Модификации

### Брелок «Подорожник»
16 марта 2016 года в продаже появились брелоки на базе карты «Подорожник» в двух вариантах оформления. Функциональность не изменена. Брелоки были выпущены ограниченным тиражом и полностью раскуплены за один день. В дальнейшем брелоки регулярно выпускаются к праздничным датам: к ЧМ-2016 по хоккею, форуму пассажирского транспорта «SmartTransport 2016», 30-летию ГКУ «Организатор перевозок», 320-летию Санкт-Петербурга и других.

### Совмещённые «Подорожник» и «Тройка»
2 июня 2017 года были выпущены объединённые кобрендинговые карты «Тройка-Подорожник». В Санкт-Петербурге такую карту можно было купить на станции метро «Площадь Восстания». С 30 июня в продажу на всех станциях поступила новая партия. На карте, продаваемой в Санкт-Петербурге, синим цветом обозначены достопримечательности Москвы, зелёным — Санкт-Петербурга, посередине надпись «Два города — одна карта». На обратной стороне размещена информация о картах «Подорожник» (левая часть) и «Тройка» (правая часть). Московская карта оформлена как обычная «Тройка», обратная сторона без изменений.
В петербургском метрополитене пройти с картой «Тройка-Подорожник» можно только через турникеты № 2, № 3 и № 4.

### Мобильное приложение
7 марта 2025 года было запущено мобильное приложение «Подорожник» — виртуальная версия карты. Оно доступно для скачивания в магазинах приложений. В приложении можно приобрести все виды билетов, просматривать истории платежей и поездок, доступен портал общественного транспорта Санкт-Петербурга.

## История
До 2015 года картой «Подорожник» была возможна оплата проезда в аквабусах
С конца 2010-х годов «Подорожник» принимался на большем числе маршрутов подчинения Ленинградской области (в Иннолово, Кудрово, Сертолово, Новоселье, Сосновый Бор, Шлиссельбург), однако приём электронного билета на таких маршрутах с 1 января 2025 года был прекращён в связи с переходом Ленинградской области на оплату проезда с использованием валидаторов на поручнях в салонах автобусов.

### Закрытые проекты

#### «Карта гостя»
«Карта гостя» (Petersburg Card) позволяла проходить со скидками в различные музеи и на экскурсии, а также предоставляла специальные предложения. Включала в себя и возможности карты «Подорожник». Приобрести карту можно было тремя способами:
- оформить заказ в интернет-магазине и забрать в одном из пунктов выдачи;
- оформить заказ в интернет-магазине с доставкой в отель;
- приобрести в одном из пунктов продаж.

#### «Карта города»
«Карта города» — проект, объединявший в себе электронный кошелёк и карту лояльности торговых предприятий, использующих технологию MFID. В частности, за каждые 10 поездок в метро на карту начислялся 1 рубль. С помощью «Карты города» можно было проходить в театры без очередей, предъявляя карту билетёру, бесплатно пользоваться перехватывающими парковками, получать скидки на авиабилеты (предварительно подключив услугу «Путешественник») и пользоваться программами лояльности некоторых предприятий.
Комитет по транспорту прекратил сотрудничество с ООО «Карта города» в 2019—2020 годах. Оформление новых карт прекращено, уже выпущенные продолжили работу как карты «Подорожник» без бонусных дополнений.

### Хронология

#### 2011 год
- 1 января — появление карты «Подорожник» в кассах Петербургского метрополитена.
- 1 июня — введение системы скидок. Введение лимита на повторное предъявление билета.

#### 2015 год
- Декабрь — отменён лимит на повторное предъявление карты в турникет; он заменён десятиминутным тайм-аутом, в течение которого при валидации со счёта будет списана стоимость проезда по "гостевому" тарифу.

#### 2016 год
- 16 марта — появление в продаже брелоков на базе «Подорожника»[20][21][22].
- Июль — введение карты лояльности «Карта города», которая содержит в себе и функции «Подорожника».

#### 2017 год
- 1 января — введение билетов «90 минут» и «Суточный»[10]. Их планировалось ввести ещё осенью 2015 года[23][24].
- 2 июня — появление в продаже карты «Подорожник», объединённой с московской «Тройкой»[25].
- 12 декабря — начало действия карты в пригородных электропоездах.

#### 2022 год
- 1 апреля — введение пересадочного тарифа «60 минут» на наземном транспорте.

#### 2025 год
- 7 марта — запуск мобильного приложения.